# Rutenija
Rutenija je latinski naziv za državu Kijevsku Rus' odnosno srednjovjekovnu Rus'. Nazivom se primarno označavala zapadna Ukrajina odnosno posljednje utjecajno Galičko-Volinjsko Kraljevstvo koje je imalo snažne veze sa zapadnim dinastijama i Rimom (Vatikanom). U Ukrajini i Bjelorusiji naziv Rutenija smatraju vlastitim povijesnim imenom.

## Upotreba imena
Nakon pada Kijevske Rusi i stvaranja Poljsko-Litavske Unije te teritorijalnog razjedinjavanja Ukrajine i Bjelorusije, naziv se koristio za obje države podjednako. Sve slabije se koristi nakon formiranja Ruskog Carstva 1721. godine kada Bjelorusija (Bijela Rus, Bjelarus) dobiva današnje ime, a Ukrajina se tumači kao Malorusija (ili Mala Rus; termin Mali u biti se odnosi na središte ili maticu, prema grč.). Naziv Rutenija nikada se nije odnosio na današnju Rusiju koja je u kasnom Srednjem vijeku bila poznata kao Moskovija ili Moskovsko Carstvo.

## Vanjske poveznice
- An Understanding of the Terms Ruthenia and Ruthenians, eng.